# 기야 칸첼리

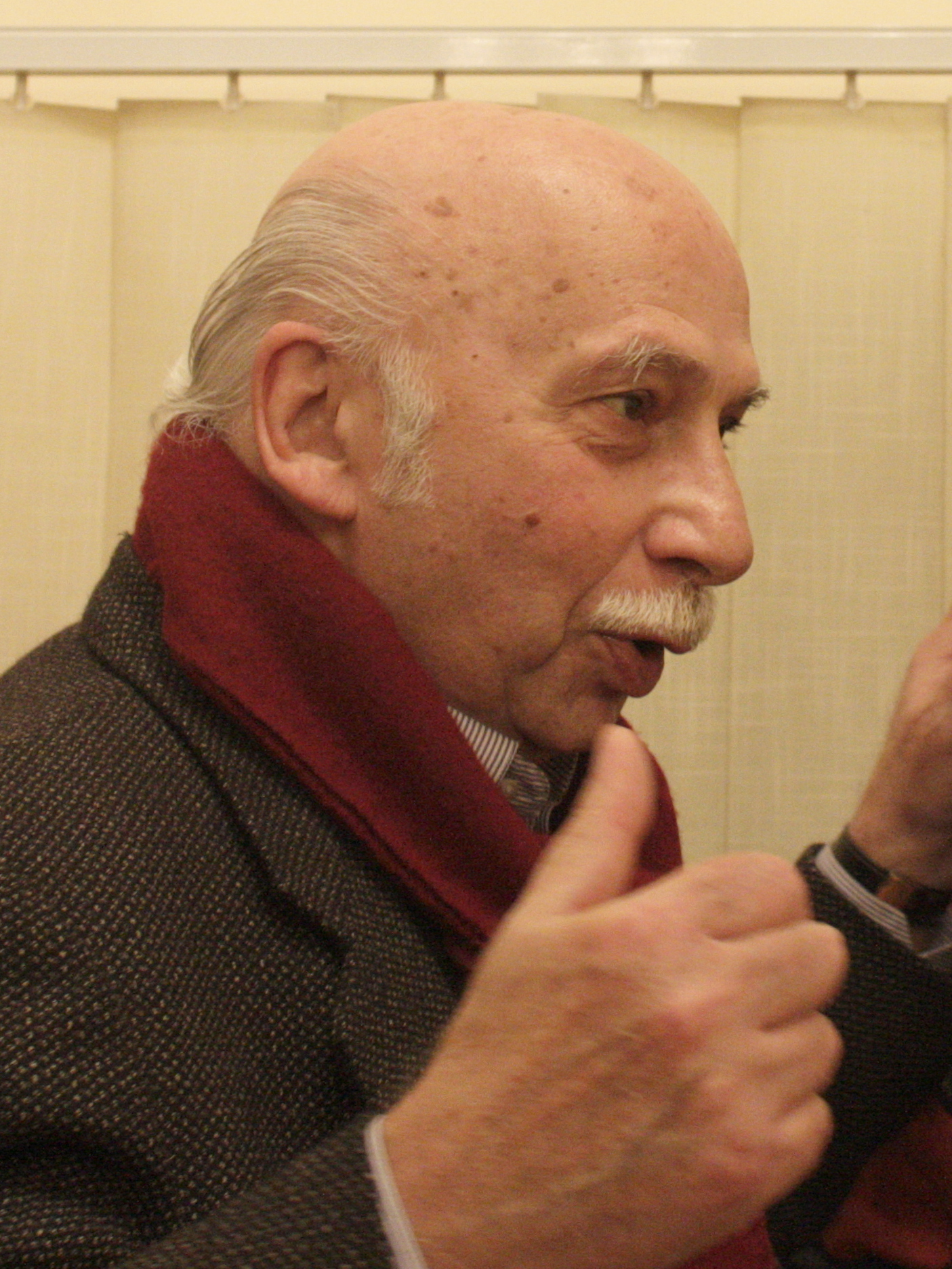
2010년 3월의 기야 칸첼리

기야 칸첼리(Giya Kancheli, გია ყანჩელი, 1935년 8월 10일 ~ 2019년 10월 2일)는 조지아의 작곡가이다. 조지아 트빌리시에서 태어났으나 벨기에에 거주하였다.
1991년 소련 붕괴 이후 칸첼리는 우선 베를린에서 거주하다가 1995년부터 안트베르펜에서 로열 플레미리 필하모닉의 상주 작곡가가 되었다. 84세의 나이로 자신의 본 고향 트빌리시에서 사망하였다.